# Eros Capecchi
Eros Capecchi (født 13. juni 1986) er en tidligere professionel italiensk landevejscykelrytter.